# Die Gringo-Jäger
Die Gringo-Jäger ist eine mexikanische Krimi-Action-Serie, die ab dem 9. Juli 2025 als Netflix-Original weltweit verfügbar ist.

## Hintergrund
Die Serie basiert auf einem Reportage-Artikel des Washington Post-Journalisten Kevin Sieff über die „International Liaison Unit“ in Baja California, auch bekannt als „Los Gringo Hunters“, eine Spezialeinheit, die flüchtige US-Strafverfolgte in Mexiko aufspürt.
Die Produktion entstand in Zusammenarbeit zwischen Woo Films, Redrum, Imagine Entertainment, The Washington Post und Netflix.

## Handlung
Die Serie begleitet ein Elitepolizeiteam im Grenzgebiet zwischen den USA und Mexiko, das gezielt US-Fahndungsflüchtlinge in Städten wie Tijuana und Mexiko-Stadt aufspürt und ausliefert. Dabei geraten die Ermittler in moralische Konflikte, Korruption und politische Spannungen.

## Besetzung
- Harold Torres als Nico
- Mayra Hermosillo als Gloria
- Manuel Masalva als Beto
- Andrew Leland Rogers als Archi
- Héctor Kotsifakis als Crisanto Navarro
- Sebastian Roché als Padre Murphy
- José María Yazpik als Meyer-Rodriguez
- Dagoberto Gama, Regina Nava, Jessica Lindsey, Clayton Conroy, Dean Simone, Eric Nelsen, Bradley Stryker[5][1]

## Produktion
Das Drehbuch stammt von Jorge Dorantes. Regie führten Alonso Álvarez, Natalia Beristáin, Adrián Grünberg und Jimena Montemayor. Unter den Executive Producers sind Ron Howard, Brian Grazer, Lilly Burns, Tony Hernandez und Stacy Perskie.
Die Dreharbeiten fanden von März bis Juli 2024 in Tijuana und Mexiko-Stadt statt.

## Veröffentlichung
Die erste Staffel mit 12 Folgen wird weltweit bei Netflix am 9. Juli 2025 veröffentlicht.